# Orbita geocentrica
In astronomia e astronautica si definisce orbita geocentrica una qualsiasi orbita attorno al pianeta Terra come quella della Luna o dei satelliti artificiali. Secondo i rilevamenti del Goddard Space Flight Center, attorno alla Terra orbitano approssimativamente 2465 satelliti artificiali e 6216 detriti spaziali. Più di 16.291 oggetti artificiali lanciati nello spazio sono già rientrati nell'atmosfera terrestre.

## Glossario dei termini correlati
I termini seguenti potrebbero avere più definizioni o definizioni non correlate alla Terra dal punto di vista astronomico. Per una sintesi efficace, alcune definizioni sono state alterate o troncate per riflettere solo l'uso specifico in riferimento alle orbite geocentriche.
AnalemmaIl termine viene utilizzato in astronomia sferica per descrivere il tracciato (che ricorda un otto) delle posizioni del Sole sulla sfera celeste nel corso dell'anno.
AltitudineIn questo contesto, la distanza verticale di un oggetto rispetto alla superficie media degli oceani terrestri (vedi: Geoide).
ApogeoLa distanza orbitale massima di un oggetto dalla Terra.
EccentricitàLa misura di quanto un'orbita devia da un circolo perfetto. L'Eccentricità viene definita solo per tutte le orbite circolari, ellittiche, paraboliche e iperboliche.
Giorno sideraleIl tempo che impiega un oggetto celeste per ruotare a 360°. Per la Terra questo è di circa 23 ore, 56 minuti e 4,091 secondi.
ImpulsoIl prodotto di una forza rispetto al tempo durante il quale questa forza agisce. Misurato in (kg·m/s o N·s).
InclinazioneL'angolo tra il piano di riferimento e un altro piano o gli assi. Nel senso discusso qui il piano di riferimento è il piano equatoriale della Terra.
Caratteristiche orbitaliI sei parametri orbitali kepleriani necessari a specificare quella orbita particolare.
PerigeoLa distanza orbitale minima di un oggetto dalla Terra.
Periodo orbitaleCome definito qui, è il tempo impiegato da un satellite per compiere un'intera orbita attorno alla Terra.
Piano equatorialeUn piano immaginario che si estende dall'equatore della Terra alla sfera celeste.
Tempo solareCome usato qui, il tempo locale come viene misurato da una meridiana.
VelocitàLa velocità di un oggetto in una particolare direzione. Poiché la velocità viene definita come un vettore, per definirlo sono richieste sia la velocità che la direzione.
Velocità di fugaCome usata qui, la minima velocità di cui ha bisogno un oggetto privo di propulsione per allontanarsi indefinitivamente dalla Terra. Il valore della velocità di fuga è di 11.200 m/s, pari a 40.200 km/h.  Un oggetto con una tale velocità entrerà in un'orbita di fuga.

## Tipi di orbite geocentriche
La seguente è una lista di classificazioni differenti delle orbite geocentriche.

### Classificazione in base all'altitudine
Orbita terrestre bassa (LEO) - Orbita geocentrica che va da un'altezza di 100 km fino a 2000 km
Orbita terrestre media (MEO) - Orbita geocentrica che va da un'altezza di 2000 km fino all'orbita geosincrona a 35 786 km.
Orbita geosincrona (GEO) - Orbita geocentrica con un'altitudine di 35 786 km. Il periodo dell'orbita coincide con quello di rotazione della terra su sé stessa.
Orbita terrestre alta (HEO) - Orbita geocentrica ad un'altezza superiore a 35 786 km.
Orbita altamente ellittica (HEO) - Orbita geocentrica con un alto apogeo e un basso perigeo. È un caso speciale dell'orbita terrestre alta, quando l'altitudine al perigeo è inferiore a 2.000 km.

### Classificazione in base all'inclinazione
Orbita equatoriale - Orbita la cui inclinazione rispetto al piano equatoriale terrestre sia nulla.
Orbita inclinata - Orbita la cui inclinazione in riferimento al piano equatoriale terrestre non sia nulla.
Orbita polare - Orbita che passa sopra o molto vicino ad entrambi i poli del pianeta ad ogni rivoluzione. Perciò ha un'inclinazione di (o molto vicino a) 90 gradi.
Orbita polare eliosincrona - Orbita polare che passa sopra l'equatore allo stesso tempo locale ad ogni passaggio. Utile per immagini prese da satelliti in quanto le ombre sono le stesse ad ogni passaggio.

### Classificazione in base all'eccentricità
Orbita circolare - Orbita con eccentricità pari a 0 e la cui traiettoria rappresenta quindi un cerchio.
Orbita ellittica - Orbita con un'eccentricità maggiore di 0 e minore di 1 la cui traiettoria rappresenta un'ellisse.
Orbita di trasferimento geostazionaria - Orbita dove il perigeo si trova all'altitudine di un'orbita terrestre bassa e l'apogeo all'altitudine di un'orbita geosincrona.
Orbita altamente ellittica (HEO) - Orbita geocentrica con un apogeo sopra i 35 786 km e un basso perigeo (circa 1000 km).
Orbita Molnija - Orbita altamente ellittica con un'inclinazione di 63,4° e un periodo orbitale di ½ giorno siderale (circa 12 ore). Un satellite con un'orbita di questo tipo trascorre la maggior parte del suo tempo sopra una determinata area del pianeta.
Orbita tundra - Orbita fortemente ellittica con un'inclinazione di 63,4° e un periodo orbitale di un giorno siderale (circa 24 ore). Un satellite con un'orbita di questo tipo trascorre la maggior parte del suo tempo sopra una determinata area del pianeta.
Orbita parabolica - Orbita con eccentricità pari a 1. Quest'orbita ha una velocità pari alla velocità di fuga e quindi permette di sfuggire all'attrazione gravitazionale del pianeta e continuare a viaggiare fino a che la sua velocità relativa al pianeta è 0. Se la velocità viene aumentata, diventa un'orbita iperbolica.
Orbita iperbolica - Orbita con un'eccentricità maggiore di 1. Con un'orbita di questo tipo si ottiene una velocità superiore alla velocità di fuga (velocità di eccesso iperbolico) e consente di sfuggire all'attrazione gravitazionale del pianeta per continuare all'infinito il movimento.

### Classificazione in base alla direzione
Orbita diretta - Orbita in cui la proiezione dell'oggetto sul piano equatoriale si muove nella stessa direzione della rotazione della Terra.
Orbita retrograda - Orbita in cui la proiezione dell'oggetto sul piano equatoriale si muove nel verso opposto rispetto alla rotazione della Terra.

### Classificazione geosincrona
Orbita semisincrona (SSO) - Orbita con un'altitudine di circa 20 000 km e un periodo orbitale di circa 12 ore.
Orbita geosincrona (GEO) - Orbita con un'altitudine di circa 35 786 km. Un satellite che percorre un'orbita geosincrona traccia un analemma nel cielo.
Orbita geostazionaria (GSO) - Orbita geosincrona con inclinazione nulla. Ad un osservatore da terra il satellite appare come un punto fisso nel cielo.